# Gil Junger
Gil Junger (New York, 7 novembre 1954) è un regista e produttore televisivo statunitense.

## Biografia
Si è formato presso l'Università del Texas ad Austin nel corso dedicato alle arti di radio, cinema e TV. Intraprende la carriera di regista lavorando a serie televisive come Corsie in allegria (1993-1994), Ellen (1996-1997), Dharma & Greg (1997) e successivamente La vita secondo Jim (2001-2002), Hope & Faith (2003-2006) e Rodney (2005-2008). Esordisce nel mondo del cinema nel 1999 con 10 cose che odio di te, da cui viene tratta l'omonima serie televisiva diretta dallo stesso Junger e trasmessa negli Stati Uniti nel periodo 2009-2010. Ha lavorato con i WWE Studios, in particolare con il wrestler e attore The Miz, che è il co-protagonista del film Christmas Bounty e protagonista del film Il piccolo aiutante di Babbo Natale, entrambi diretti da lui.

## Filmografia

### Regista

#### Cinema
- 10 cose che odio di te (10 Things I Hate About You) (1999)
- Black Knight (2001)
- If Only (2004)
- Bruce e Lloyd - Fuori controllo (Get Smart's Bruce and Lloyd: Out of Control) (2008)
- Il piccolo aiutante di Babbo Natale (Santa's Little Helper) (2015)
- Think Like a Dog (2020)

#### Televisione
- Il mio finto fidanzato (My Fake Fiancé) – film TV (2009)
- Un principe in giacca e cravatta (Beauty & the Briefcase) – film TV
- Cupido a Natale (Christmas Cupid) – film TV
- Teen Spirit - Un ballo per il paradiso (Teen Spirit) – film TV (2011)
- Christmas Bounty – film TV (2013)